# فرج‌الله
فرج‌الله نامی مردانه با ریشه عربی است.
فرج‌الله می‌تواند به موارد زیر اشاره داشته‌باشد:
- فرج‌الله سلحشور، کارگردان ایرانی
- فرج‌الله آق‌اولی، فرمانده ارتش شاهنشاهی ایران
- فرج‌الله گل‌سفیدی، بازیگر ایرانی
- فرج‌الله سیفی کمانگر، بازجو ساواک
- فرج‌الله رسائی، فرمانده نیروی دریایی شاهنشاهی ایران
- فرج‌الله رجبی، سیاستمدار ایرانی
- فرج‌الله میزانی، دبیر کمیته مرکزی حزب توده ایران
- فرج‌الله براتپور، خلبان نیروی هوایی ارتش جمهوری اسلامی ایران
- فرج‌الله حیدری، مدیر فیلم‌برداری ایرانی
- فرج‌الله عارفی، سیاستمدار ایرانی
- فرج‌الله صداقت، معاون مدیر کل اداره کل زندان‌های استان تهران
- فرج‌الله نسیمیان، کارگردان، تهیه‌کننده و فیلم‌نامه‌نویس اهل ایران
- فرج‌الله محمودی، استاد گروه جغرافیای طبیعی (ژئومورفولوژی) دانشگاه تهران
- فرج‌الله واعظی، نماینده مجلس شورای اسلامی
- فرج‌الله بهرامی، رئیس دفتر مخصوص رضاشاه
- فرج‌الله آصف، سیاستمدار ایرانی